# 100 Miles and Runnin’
100 Miles and Runnin’ – trzeci album rapowej grupy N.W.A, wydany w 1990 roku. Osiągnął status platynowej płyty.
Była to ich pierwsza płyta nagrana bez Ice Cube'a, który odszedł z grupy w 1989 roku z powodu niewypłacenia mu przez Eazy'ego-E należnej kwoty za album Straight Outta Compton. Jedynym singlem z tej płyty jest tytułowe „100 Miles and Runnin’”.

## Lista utworów
1. „100 Miles and Runnin’” – 4:35
2. „Just Don't Bite It” – 5:32
3. „Sa Prize, Pt. 2” – 5:58
4. „Real Niggaz” – 4:44
5. „Kamurshol”  – 1:56

## Twórcy
- Eazy-E – producent wykonawczy
- Dr. Dre – produkcja
- Brian Kilgore – tamburyn
- Mike Sims – gitara basowa, gitara
- Donovan Sound – inżynieria dźwięku
- Yella – DJ, produkcja
- Steve Huston – oprawa graficzna
- Kevin Hosmann – koncepcja oprawy graficznej
- David Provost – zdjęcia